# مكشط مطبخ
مكشط أو مكشطة المطبخ أداة مطبخ مصنوعة من المعدن أو اللدائن (مثل متعدد الإيثيلين أو النَّيلُون أو متعدد البروبيلين) أو الخشب أو المطاط أو مطاط السيليكون. وهي شبيهة الملوق.